# Taklift 7
Taklift 7 — плавучий кран великої вантажопідйомності, який активно використовується, зокрема, в проектах енергетичної сфери.

## Характеристики
Судно спорудили у 1976 році на німецькій верфі Howaldtswerke-Deutsche Werft в місті Кіль. Спершу воно використовувалось під назвою Hebelift 3, а після придбання в 1994 році нідерландською компанією Smit International (з початку 2010-х належить так само нідерландській групі Boscalis) було перейменоване на Taklift 7.
На судні встановлене кранове обладнання вантажопідйомністю 1200 тонн, при цьому стріла може підніматись на рівень у 160 метрів над палубою.
На борту забезпечується розміщення до 36 осіб з можливістю збільшення в разі потреби.

## Завдання судна

### Будівництво мостів
На початку 2000-х кран працював на будівництві моста Ріо-Антіріо, який з'єднав півострів Пелопоннес через Коринфську затоку із західною частиною Центральної Греції. Він виконав ряд робіт на будівництві пілонів цієї вантової споруди, а також встановив 184 прольотні балки. При одній із операцій вантаж у 185 тонн підняли на максимальну для судна висоту 162 метри. По завершенні основного етапу Taklift 7 забезпечив демонтаж кранів висотою по 175 метрів, встановлених на пілонах моста.
У 2005 році кран залучили на спорудження Штральзундського моста між материковою частиною Німеччини та островом Рюген. На цьому об'єкті він змонтував 29 пілонних та прольотних секцій з максимальною вагою 800 тонн, при цьому висота підйому верхньої секції пілону вагою 84 тонни становила 127 метрів.
Влітку 2006-го разом з іншим плавучим краном Matador 3 судно взяло участь в спорудженні моста "Gustave Flaubert" в Руані. Крани забезпечили підйом елементів вагою від 500 до 1200 тон.
А у 2008-му Taklift 7 залучили до перебудови моста в іспанській Валенсії, де він підняв і перемістив чотири секції вагою по 200 тонн. По завершенні проекту міст став частиною траси Формули 1.
В 2010 році Taklift 7 разом із Taklift 4 здійснили монтаж головної секції моста Brandangersundet, котрий сполучає острів Sandøyna з комуною Ґулен у регіоні Вестланн (південна частина західного узбережжя Норвегії, за 60 км на північ від Бергена). Судна транспортували секцію довжиною 220 метрів та вагою 1860 тонн на відстань 5 км від місця збирання до місця встановлення.
У 2014-му кран найняли для спорудження пілонів вантового моста Queensferry Crossing, який зводився над шотландською затокою Ферт-оф-Форт між Единбургом та Файфом.

### Роботи у нафтогазовій галузі

#### Спорудження нафтогазових платформ
В 1995 році Taklift 7, обладнаний спеціальною стрілою довжиною 175 метрів, виконав монтаж факельної вежі на платформу, яка споруджувалась у Ставангері для розробки нафтогазового родовища Гейдрун (Норвезьке море).
Того ж року уклали дворічний контракт на обслуговування процесу спорудження гравітаційної платформи для нафтового родовища Гайбернія (північна частина Атлантичного океану, за три сотні кілометрів від міста Сент-Джонс на острові Ньюфаундленд). Споруда, основа якої важить 600 тисяч тонн, а надбудова 37 тисяч тонн, по завершенні будівництва стала найбільшою платформою у нафтогазовій галузі. Кран здійснював встановлення модулів і конструкційних елементів вагою до 500 тонн зі стрілою довжиною 100 метрів та до 335 тонн, використовуючи стрілу в 160 метрів.
У 2005 році Taklift 7 провів встановлення опорної основи («джекету») та надбудови для обладнання («топсайду») платформи IKA-A, призначеної для розробки в Адріатичному морі хорватського газового родовища Іка.
Так само у 2005 році Taklift 7 разом з іншим плавучим краном Matador 3 завантажили на понтон ґратчасту опорну основу для видобувної платформи нідерландського офшорного газового родовища L5-C (можливо відзначити, що ця платформа була створена на основі споруди з родовища K10-V, демонтованої іншим плавучим краном тієї ж компанії Boskalis — Taklift 4).

#### Спорудження інших об'єктів
Весною 2006 року кран залучили до спорудження швартовочно-завантажувальної системи для танкерів (Tanker Mooring Loading System, TMLS) на нафтогазовому родовищі Де-Рюйтер у нідерландському секторі Північного моря. Taklift 7 транспортував споруду з Роттердама на позицію, де вона була встановлена з використанням кесонного методу.
У 2011-му судно задіяли для встановлення двох захисних куполів над офшорними свердловинами нідерландського газового родовища K18 Golf.

#### Демонтажні роботи
В 2012-му Taklift 7 здійснив демонтаж та транспортування до порту Еймьойден опорної основи та надбудови платформи Q8-А, яка до того працювала на газовому родовищі Q8 у нідерландському секторі Північного моря.

#### Спорудження плавучих установок
У 1998 році кран тричі відвідав британську верф у місті Саут-Шілдс у гирлі річки Тайн, де взяв участь у спорудженні установок для трьох північноморських нафтових родовищ:
- плавучої установки з видобутку, зберігання та відвантаження нафти (floating production, storage and offloaning, FPSO) Ramform Banff, яку готували для роботи на родовищі Банфф;
- плавучої установки з видобутку нафти (floating production unit, FPU) Janice A, котра створювалась із напівзануреного судна West Royal для родовища Janice;
- FPSO Berge Hugin, що призначалась для родовища Pierce.
У 2000 році в норвезькому Ставангері Taklift 7 взяв участь у монтажі модулів напівзанурюваної видобувної установки Aasgard B, призначеної для розробки газового родовища Асгард. Найважчий модуль вагою 1650 тонн він підіймав спільно з іншим плавучим краном Taklift 4.
2006 року в Роттердамі на верфі Keppel Verolme кран встановив житловий блок на FPSO Terra Nova. Установка споруджувалась для розробки однойменного канадського нафтогазового родовища біля Ньюфаундленду.
Осінню 2011-го в Норвегії Taklift 7 встановив сім модулів вагою до 425 тонн на FPSO Sevan Voyageur, призначену для розробки нафтового родовища Хантінгтон у Північному морі (до того установка розробляла інше північноморське родовище Shelley, а для нового завдання їй знадобилось встановлення компресорних потужностей та розширення можливостей по закачуванню води).

### Будівництво інфраструктури ЗПГ
У 2007-му Taklift 7 працював у Мілфордській гавані в Пембрукширі, де на місці колишнього нафтопереробного заводу споруджували найпотужніший в Європі термінал з прийому зрідженого природного газу Соуз-Хук.
З березня по грудень 2008 року кран працював біля південного узбережжя Аравійського півострова, де встановлював опорні основи для відвантажувальної естакади заводу з виробництва зрідженого газу Ємен ЗПГ.

### Офшорна вітроенергетика
У 2010 році кран працював на ВЕС Уолні в Ірландському морі біля узбережжя Камбрії. При спорудженні фундаментів він підіймав палі довжиною 58 метрів та вагою 600 тонн з баржі і передавав їх для встановлення самопідіймальним суднам Goliath та Vagant.
У жовтні 2013-го Taklift 7 залучили до робіт з розчистки можливих місць розташування вітрових електростанцій біля узбережжя Німеччини, при цьому судно виконувало функцію робочої та житлової платформи.

### Рятувальні роботи
У 2006-му кран залучили до операції з підйому судна Michelle, яке затонуло біля нідерландського узбережжя роком раніше після зіткнення. Спершу розраховували підняти та відбуксирувати Michelle в порт, проте вже після початку операції вирішили, що стан корпусу судна не дозволить реалізувати такий план. Michelle поклали назад на ґрунт, а Taklift 7 повернувся на місце катастрофи за два місяці. Тепер він розрізав корпус на дві частини, які після підйому поклали на баржу для транспортування в Роттердам.
У 2007 році Taklift 7 здійснив дві операції з суднопідіймання біля західного узбережжя Африки. Спершу його залучили для перевертання, підйому та стабілізації земснаряда Nautilus, який затонув у листопаді  попереднього року біля узбережжя Конго. Після цього кран вирушив до району Луанди (Ангола), де обслуговував операцію з напівзануреним судном для транспортування надважких та негабаритних вантажів Mighty Servant 3, котре затонуло під час розвантаження бурової установки Aleutian Key. Постановку на плав виконали шляхом нагнітання повітря у герметизовані відсіки в комбінації з прикладеним Taklift 7 підйомним зусиллям.

### Будівництво суден
Одним із типових завдань для кранів великої вантажопідйомності є монтаж модулів великих суден. Серед подібних робіт, виконаних Taklift 7, зокрема рахується встановлення разом з краном Taklift 4 бурової вежі на судно Borgland Dolphin, яке наприкінці 1990-х пройшло переобладнання на верфі Harland and Wolff у Белфасті.
А у 2009 році Taklift 7 взяв участь у роботах з модернізації самого Taklift 4, яка провадилась у нідерландському Східамі.

### Інші завдання
У 2005 році кран забезпечував проходження під Босфорським мостом бурового судна Global Explorer, яке законтрактували для робіт у Чорному морі. Для цього він спершу зняв, а потім встановив назад бурову вежу.